# Hiram Tuttle
Hiram Tuttle   (Dexter, 22 de desembre de 1882 - Fort Riley, 11 de novembre de 1956) va ser un genet estatunidenc que va competir en el període d'entreguerres del segle xx. Fou el primer medallista olímpic de doma dels Estats Units.
Tuttle es va formar i va exercir originalment com a advocat a Boston, però el 1917 es va unir a l'exèrcit dels Estats Units. Entre 1930 i la seva jubilació, com a coronel, el 1944, va ocupar un càrrec a l'escola de cavalleria de Fort Riley, Kansas. Les seves habilitats eqüestres eren en gran part autodidactes, i es va convertir en el millor genet de doma als Estats Units, abans fins i tot que la majoria del país sabés de l'existència d'aquest esport.
El 1932 va prendre part en els Jocs Olímpics d'Estiu de Los Angeles, on va disputar dues proves del programa d'hípica. En ambdues proves, la doma individual i la doma per equips, amb el cavall  Olympic, va guanyar la medalla de bronze. Quatre anys més tard, als Jocs de Berlín, tornà a disputar dues proves del programa d'hípica, però en aquesta ocasió va finalitzar en posicions força endarrerides.
Tuttle posseïa i entrenava els seus propis cavalls, en part perquè els aquests poguessin centrar-se en la doma i no ser utilitzats per a d'altres esports o exercicis de cavalleria; cosa inusual en aquells anys. A diferència de la gran majoria de genets olímpics de l'època ell era més gran, no s'havia graduat de West Point, era un intendent i practicava la doma, quan pocs altres oficials apreciaven la formalitat i la disciplina de l'esport. Va formar molts dels genets de doma militar que van seguir els seus passos. Està enterrat juntament amb tres dels seus cavalls (Vast, Si Murray i Olympic) al cementiri de Fort Riley.
El 2002 va ser inclòs al Saló de la Fama de la Federació de Doma dels Estats Units en «reconeixement de les seves contribucions fonamentals com a oficial de cavalleria al desenvolupament de la doma als Estats Units».